# فردین خان
فردین خان (به هندی: फ़रदीन ख़ान) (زادهٔ ۸ مارس ۱۹۷۴ بمبئی) بازیگر هندی است. او فرزند فیروز خان، برادرزادهٔ سانجی خان و اکبر خان، و پسرعموی زاید خان و سوزان خان است. فیروز خان پس از دیدن فیلم همای سعادت که اولین محصول مشترک سینمای هند و سینمای ایران بود و در آن سوپر استار تمام دوران سینمای ایران یعنی محمد علی فردین نقش آفرینی می‌کرد، آنقدر تحت تأثیر بازی فردین قرار گرفت که تصمیم گرفت این نام را برای فرزند خود برگزیند.
از فیلم‌ها یا برنامه‌های تلویزیونی که وی در آن نقش داشته‌است می‌توان به ورود ممنوع اشاره کرد.

## فیلم‌شناسی
فهرست برخی از فیلم‌هایی که فردین خان در آنها به ایفای نقش پرداخته‌است:
- ورود ممنوع
- تازه ازدواج‌کرده
- فدا
- دو
- خوشی
- سلام کوچولو
- ازدواج شماره ۱
- همه بهترین‌ها
- سه برادر
- برای عشق کاری خواهد کرد
- روح
- داماد پیدا شد
- کارخانه اسید
- شریک زندگی
- عشق، چه کرده‌ای؟
- جنگل
- موهان عزیز
- آریان
- جانشین
- برای سرگرمی
- عزیز